# Крупиніна
Крупи́ніна (рос. Крупинина) — присілок у складі Голишмановського міського округу Тюменської області, Росія.
Населення — 65 осіб (2010, 100 у 2002).
Національний склад станом на 2002 рік:
- росіяни — 91 %